# مقداد قباخلو
مقداد قباخلو (زاده ۱ شهریور ۱۳۶۳- گرمسار) بازیکن فوتبال ایرانی و عضو باشگاه سایپا البرز است. وی سابقه بازی در باشگاه‌های پرسپولیس، پاس همدان و شهرداری یاسوج و نساجی مازندران را دارد.
وی در نیم فصل ۱۳۹۰ به تیم مس کرمان پیوست.